# Xisco Muñoz
Francisco Javier Muñoz Llompart (Manacor, 5 september 1980), kortweg Xisco, is een Spaans voormalig profvoetballer en huidig voetbaltrainer.

## Spelerscarrière
Xisco speelde tot 1998 in de jeugdelftallen van Mallorca. In 1998 vertrok hij naar Valencia, waar de aanvaller voor de Juvenil A, het hoogste elftal ging spelen. In het seizoen 1999/2000 behoorde Xisco tot het elftal van Mestalla, het tweede elftal van Valencia. In dat seizoen werd hij eenmaal opgeroepen voor een competitiewedstrijd van het eerste elftal, tegen Real Betis, maar de aanvaller kwam destijds niet in actie. Voordat Xisco voor het eerste elftal zou spelen, kwam hij drie seizoenen op huurbasis uit bij andere Spaanse clubs. In het seizoen 2000/2001 werd hij door Valencia verhuurd aan Recreativo Huelva, waar de aanvaller een vaste waarde was en in 39 wedstrijden tien keer scoorde. Een jaar later volgde een seizoen op uitleenbasis bij Tenerife. Xisco debuteerde op 26 augustus 2001 voor deze club in de Primera División in de thuiswedstrijd tegen Deportivo Alavés. Zijn eerste doelpunt maakte hij op 7 oktober 2001 tegen Rayo Vallecano. Na de degradatie van Tenerife keerde Xisco terug naar Valencia, waarna een nieuwe huurperiode bij Recreativo Huelva volgde. Van 2003 tot 2005 speelde Xisco in het eerste elftal van Valencia. In twee seizoenen kwam hij tot 44 competitieduels en vier doelpunten. Zijn eerste competitiedoelpunt voor Los Chés maakte Xisco op 2 november 2003 tegen zijn oude club Mallorca. Bovendien won Xisco in 2004 met Valencia de landstitel, de UEFA Cup en de UEFA Super Cup. Na de komst van aanvallers David Villa en Patrick Kluivert, in de zomer van 2005, vertrok Xisco naar Real Betis uit Sevilla, waar hij tot 2009 speelde. Na de degradatie van Betis werd Xisco gecontracteerd door Levante. Na twee seizoenen bij deze club vertrok hij in 2011 naar Dinamo Tbilisi, waar destijds zijn landgenoot Álex García trainer was. Na drie seizoenen bij Dinamo Tbilisi vertrok hij naar Gimnàstic de Tarragona, waar hij in 2016 zijn voetbalcarrière beëindigde.

## Nationaal elftal
Xisco speelde voor de jeugdelftallen van Spanje, maar voor het nationale elftal is de aanvaller nooit opgeroepen.

## Trainerscarrière
Xisco startte zijn trainerscarrière in 2017 bij Pobla de Mafumet als interim-trainer na het vertrek van hoofdtrainer Rodri.
In augustus 2020 werd hij aangesteld als hoofdtrainer van het Georgische Dinamo Tbilisi. Hij won de titel met Dinamo in december van dat jaar.
Nog in diezelfde maand werd hij aangesteld als trainer van Watford, waarmee hij in april 2021 promotie afdwong naar de Premier League.
Op 28 oktober 2021 tekende hij een contract bij SD Huesca, een ploeg die het vorig seizoen gedegradeerd was naar de Segunda División. Na twaalf speeldagen stond de ploeg, die zo snel mogelijk wilde terugkeren naar het hoogste Spaanse niveau, op een teleurstellende twaalfde plaats. Hij volgde de Mexicaan Ignacio Ambríz op. Hij zou de resultaten van de ploeg niet kunnen verbeteren, want de ploeg eindigde uiteindelijk dertiende. Hij werd nog voor het einde van het seizoen vervangen door José Ángel Ziganda.
Op 4 oktober 2022 trok hij naar het Cypriotische Anorthosis Famagusta,. Totaal onverwacht, kreeg hij op 6 januari 2023 zijn ontslag.

## Erelijst
Valencia
- Primera División: 2003/04
- UEFA Cup: 2003/04
- UEFA Super Cup: 2004

 Dinamo Tbilisi
- Erovnuli Liga: 2012/13, 2013/14
- Beker van Georgië: 2012/13, 2013/14
- Georgische Supercup: 2014

Individueel als speler
- Topscorer – Erovnuli Liga: 2012/13, 2013/14
- Speler van het Jaar – Erovnuli Liga: 2013/14

Als trainer
 Dinamo Tbilisi
- Erovnuli Liga: 2020

Individueel als trainer
- Trainer van de maand – Championship: maart 2021